# Bandurria, Huacho
Pour l’article homonyme, voir Bandurria.
Le site archéologique de Bandurria est situé au bord d'une lagune côtière du Pacifique dans le district de Huacho, province de Huaura, département de Lima au Pérou, dans la zone appelée Playa Chica au kilomètre 141 de la route nord-panaméricaine.
Le site, qui occupe une superficie de 54 ha, a été découvert en 1973 grâce à une inondation qui a fait émerger une série de paquets funéraires (fardo) et des vestiges archéologiques. 

## Histoire

### Toponymie
Avant l'inondation de 1973, la zone de Playa Chica où se trouve le site archéologique était une vaste pampa du désert côtier connue sous le nom de Pampas de las Bandurrias. 
Ce nom fait référence à l'ibis mandore (Theristicus caudatus) — Bandurria  en espagnol — qui est un grand oiseau aquatique de la famille des ibis qui fréquente ce biotope.

### Situation du site
Bandurria est situé en aval d'une zone de cultures fortement irriguées appelée Santa Rosa, dont les débordements s'ajoutent à l'humidité du milieu côtier appelé Humedal del Paraíso et sont responsables de la destruction d'une partie du site. 
Cette zone humide, très riche en biodiversité, s'étend sur 8 km avec une largeur variable entre 100 m et 2 000, soit une superficie de 440 ha divisée en deux plans d'eau nord et sud, de 1,5 m de profondeur maximale. 
Un nombre de 19 espèces de plantes y a été identifié (11 terrestres et 8 aquatiques), bien que cet inventaire soit incomplet. Les oiseaux sont les plus représentatifs de la faune de cette zone humide. Jusqu'à 125 espèces d'oiseaux ont été identifiées, essentiellement aquatiques ou marins, parmi lesquelles les flamants roses, hérons, canards, etc. Il existe deux espèces de poissons et une espèce de reptile. La zone humide est une importante aire de repos et d'alimentation pour les oiseaux migrateurs.
À côté de cette zone humide se trouve la zone connue sous le nom de Playa Chica, qui est une vaste baie située à 10 km au sud de la ville de Huacho. Playa Chica comprend deux secteurs bien différenciés, le premier correspond à la plage d'El Paraíso, qui correspond au côté sud de la baie, et la zone de Playa Chica elle-même, qui occupe le reste de la baie. Dans la partie sud de cette zone, la colline de Sanú s'élève à 282 m d'altitude au milieu du désert côtier. Des ravines issues de cette colline créent des écoulements vers le sud-ouest du site ce qui s'ajoutent aux dommages causés par Santa Rosa. Toutes ces zones contiennent d'abondants vestiges d'occupations préhispaniques.

### Chronologie
Le site archéologique de Bandurria a été découvert en 1973 par l'ingénieur Domingo Torero Fernández de Córdova lorsque le site a été partiellement détruit par les eaux de l'irrigation de Santa Rosa, ce qui a fait émerger une série de paquets funéraires (fardo) et des vestiges archéologiques. Domingo Torero, en compagnie de son père, Don Domingo Torero Arrieta, a vu les paquets flottants dans l'océan. Il a attiré l'attention des autorités de l'époque et a sauvé ces artéfacts.
De 1973 à 1977, le site a été étudié par Rosa Fung dont les investigations ont permis de dater Bandurria. Son ancienneté est estimée à environ 5000 ans, ce qui correspond, chronologiquement, à la période connue sous le nom de « précéramique tardif », soit 4000 av. J.-C. à 2000 av. J.-C.

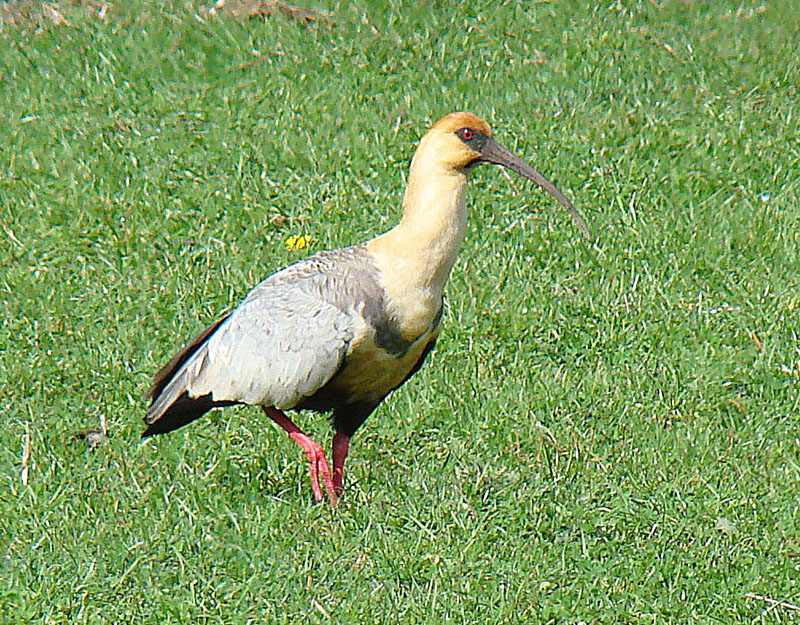
Un « bandurria » - Ibis à face noire.

D'après les travaux de ce chercheur, Bandurria pourrait être définie comme l'un des premiers villages de pêcheurs côtiers qui présente les premières preuves de l'architecture cérémonielle en pierre, faisant référence à une petite structure en pierre située à l'extrême sud-ouest du site archéologique. Jusque-là, les sites archéologiques de la période précéramique tardive de la côte nord-centrale, comme Bandurria, étaient connus depuis plusieurs décennies. Cependant, beaucoup d'entre eux en raison de leur extension, de leur complexité architecturale et de leur monumentalité avaient été localisés chronologiquement à une époque plus récente, c'est-à-dire dans la période de formation (2e millénaire avant J.C).
En 1994, des fouilles menées à Caral-Supe par le Dr Ruth Shady ont permis de dater et de définir que ces sites monumentaux correspondaient à la période « archaïque tardive », à l'origine de la civilisation des Andes, la plus ancienne civilisation du continent américain. Ces travaux ont révolutionné le concept de l'émergence de la civilisation au Pérou et en Amérique, et ont permis d'identifier l'archaïque tardif comme une période clé pour l'étude du passé du Pérou.
En août 2005, les travaux de recherche ont repris à Bandurria plus de 30 ans après sa découverte. Menés dans le cadre du « projet archéologique de Bandurria » ils ont révélé un secteur architectural monumental construit avec des rochers et du mortier. Ce projet a été initialement financé grâce au soutien de la National Science Foundation des États-Unis, dans le cadre de la thèse de doctorat de l'archéologue Alejandro Chu Barrera de l'Université de Pittsburgh, diplômé de l'Université nationale principale de San Marcos de Lima. 
Par la suite, en  2006 la municipalité provinciale de Huaura - Huacho, a attribué des fonds pour la poursuite de ces travaux de recherche. 
En 2007, des datations supplémentaires au radiocarbone ont été obtenues. Selon Alejandro Chu Barrera, le directeur du projet archéologique de Bandurria, le site est maintenant fermement daté de 3200 av. J.-C. C'est plus ancien que Caral, le site le plus célèbre de la vallée de la rivière Supe au nord, qui a déjà été décrit comme «la plus ancienne ville du Nouveau Monde». Caral est située à 33 km au nord-est de Bandurria. 
Bandurria a une architecture similaire à Caral et à plusieurs autres sites de la vallée de Supe, avec une place circulaire en contrebas de pyramides et des escaliers. Il existe également d'autres structures apparentées construites selon un motif symétrique. 
D'autres sites côtiers au Pérou ont été datés de périodes encore antérieures à la suite de fouilles récentes. Ils incluent Sechin Bajo avec les plus anciennes dates au radiocarbone de 3600 av. J.-C. et Huaricanga, daté d'environ 3500 av. J.-C.

### État actuel
Malheureusement, Bandurria a fait l'objet d'une destruction systématique qui a commencé avec l'inondation de 1973. 
Depuis que le site archéologique a été visité pour la première fois au début du XXIe siècle, on a constaté qu'il avait été envahi et partiellement détruit par des colons regroupés dans la Cooperativa Artesanal «José Olaya». Ces colons, qui occupaient le côté sud du site avec des maisons précaires et des enclos, se consacraient à la récolte de différentes espèces de roseaux.  
À la suite d'une plainte présentée à l'Institut National de la Culture (INC), le 29 octobre 2002 la résolution n°1030 a été émise qui a déclaré la Zone Archéologique Monumentale de Bandurria au Patrimoine Culturel de la Nation, résolution rectifiée le 11 août 2004.
Par la suite, la délimitation du site archéologique a été coordonnée avec la Direction générale du patrimoine archéologique de l'INC. D'autre part, le gouvernement régional a également pris des mesures concernant la zone archéologique, déclarant d'intérêt régional les travaux archéologiques qui ont eu lieu dans la zone.
De plus, grâce au soutien de diverses entreprises et institutions de Huacho, la zone archéologique a été clôturée et deux panneaux indicatifs ont été construits, l'un à côté de la route nord-panaméricaine et l'autre (panneau officiel INC) au début de la zone archéologique. 
La collaboration d'étudiants de la Faculté d'Administration et de Tourisme de l'Université Nationale José Faustino Sánchez Carrión de Huacho permet de maintenir ce patrimoine archéologique en contribuant aux efforts de préservation.

## Description

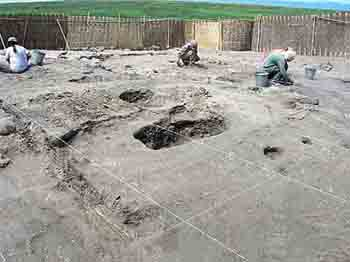
Fouille en cours dans la zone domestique.

Ces travaux récents ont changé le concept antérieur du site archéologique. Plutôt qu'un simple village, les preuves de l'architecture monumentale en font un réel centre urbain probablement lié au reste des sites monumentaux de la côte nord-centrale, preuves de l'émergence de l'urbanisme et de la civilisation dans la région. Le site est divisé en deux secteurs clairement différenciés.

### Secteur domestique
La zone domestique a été la première zone identifiée du site archéologique ce qui a conduit à définir le caractère « villageois » de cette ancienne colonie de pêcheurs côtiers de Bandurria. Elle correspond à une occupation domestique dense jusqu'à 5 m de profondeur qui contient des structures résidentielles et des restes de nourriture et d'activités quotidiennes qui se sont accumulées au fil du temps. L'infiltration des eaux de Santa Rosa a causé la destruction des 2/3 de cette superficie.

### Secteur des monuments
À première vue, la zone monumentale de Bandurria semblait être une conformation naturelle composée de plusieurs collines rocheuses basses. Cependant, un examen minutieux de la surface et de l'environnement de ces élévations a révélé leur caractère et leur conformation artificielle, où se détachent au moins 4 monticules plus grands, auxquels sont associés d'autres monticules plus petits.

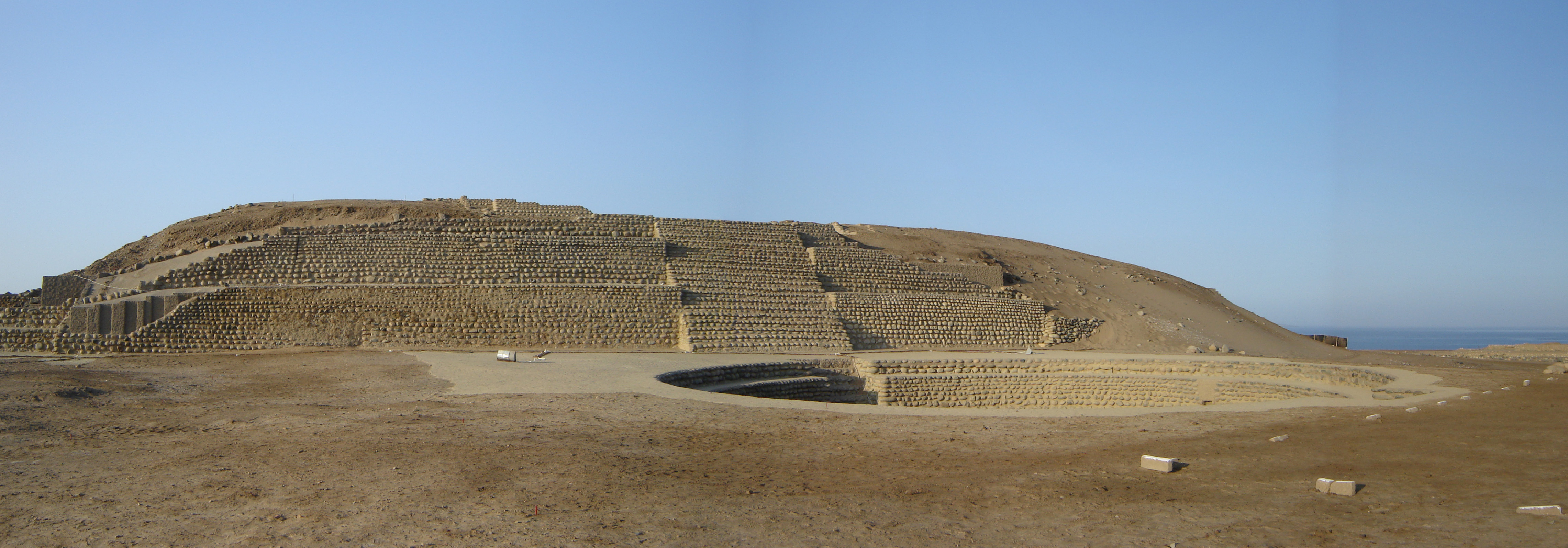
Pyramide à terrasse et place ronde.

Les buttes principales présentent un relief assez prononcé, avec des hauteurs moyennes de 10 à 15 m. Les côtés de plusieurs de ces monticules sont assez réguliers, indiquant la présence de structures sous-jacentes. Plusieurs de ces monticules présentent, dans la plupart des cas, une pente régulière et constante, alternant dans certains cas avec des ruptures sous forme de terrasses et de plateformes. 
En plus des monticules, il existe divers affleurements de cendres et de coquillages situés dans les espaces plats et ouverts qui les entourent, associés à de petits alignements de pierres qui doivent correspondre à des murs d'affleurement. Cela indiquerait la connexion de zones d'habitation (peut-être des résidences d'élite), avec les pyramides et autres bâtiments de la zone monumentale.